# U Thant Island
U Thant Island, també coneguda amb el nom de Belmont Island, és una illa artificial de trenta metres per seixanta, situada a l'East River de New York, al sud de Roosevelt Island. Està situada davant la seu de les Nacions Unides i del carrer 42, que forma part administrativament del comtat de Manhattan. La petita illa ha estat batejada en memòria de l'antic secretari general de l'ONU  birmà U Thant. Està protegida com a lloc d'acollida d'ocells migratoris i l'accés al públic està doncs prohibit.